# Czyżynowce
Czyżynowce (biał. Чыжыноўцы, Czyżynoucy; ros. Чижиновцы, Cziżynowcy) – wieś na Białorusi, w obwodzie grodzieńskim, w rejonie korelickim, w sielsowiecie Turzec.

## Historia
W dwudziestoleciu międzywojennym leżały w Polsce, w województwie nowogródzkim, w powiecie stołpeckim, w gminie Jeremicze/Turzec. W 1921 miejscowość liczyła 214 mieszkańców, zamieszkałych w 43 budynkach, wyłącznie Białorusinów wyznania prawosławnego.
Po II wojnie światowej w granicach Związku Sowieckiego. Od 1991 w niepodległej Białorusi.